# Кампосампьеро
Кампосампье́ро (итал. Camposampiero) — коммуна в Италии, располагается в провинции Падуя области Венеция.
Население составляет 11 392 человека (на 2004 г.), плотность населения составляет 508 чел./км². Занимает площадь 21 км². Почтовый индекс — 35012. Телефонный код — 049.